# Amt Mühlenbeck

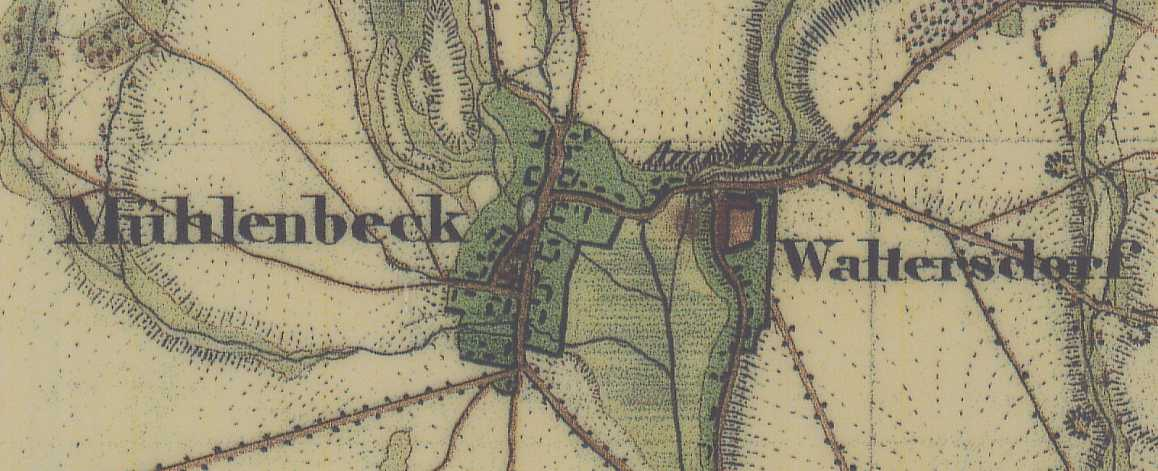
Amt Mühlenbeck. Ausschnitt aus dem Urmesstischblatt 3346 Berlin-Buchholz (1839)

Das Amt Mühlenbeck war ein kurfürstlich-brandenburgisches, später königlich-preußisches Domänenamt mit Sitz in Mühlenbeck (Landkreis Oberhavel, Brandenburg). Das Amt entstand im Jahr 1542 mit der Säkularisation der Besitzungen des Klosters Lehnin. Zur Verwaltung des Kernbesitzes des Klosters in Zauche und Havelland entstand das Amt Lehnin, für die Klosterbesitzungen um Wandlitz herum schuf man das Amt Mühlenbeck. Nach Auflösung des Amtes Mühlenbeck im Jahr 1829 kamen die zugehörigen Orte und Vorwerke zu benachbarten Ämtern.

## Geographische Lage
Das Amt Mühlenbeck hatte seinen Sitz in Mühlenbeck, heute ein Ortsteil der Gemeinde Mühlenbecker Land im Landkreis Oberhavel. Das zugehörige Amtsgebiet verteilte sich auf die Gemeinden Mühlenbecker Land (Landkreis Oberhavel) und Wandlitz (Landkreis Barnim) sowie auf das Land Berlin (Verwaltungsbezirke Reinickendorf und Pankow).

## Geschichte und zugehörige Orte
Die brandenburgischen Markgrafen Johann I. und Otto III. verkauften 1242 eine ganze Reihe von Dörfern im Barnim an das in der Zauche gelegene Kloster Lehnin. Ausgenommen vom Verkauf waren die Dienste der Bauern und die Bede, die sich die Markgrafen vorbehalten hatten. Die Gründe für diesen Kauf seitens des Klosters, so weit entfernt von den Stammbesitzungen in der Zauche entfernt, sind nicht bekannt. Weitere Güter und Rechte konnten vom Kloster im Laufe der folgenden Jahrhunderte zu diesem Güterkomplex noch hinzu erworben werden, zum Beispiel die Dienste und Bede von einigen der Klosterdörfer. Im Jahr 1542 wurde das Kloster Lehnin aufgehoben und der Besitz säkularisiert. Aus dem Kernbesitz des Klosters in der Zauche um das Kloster herum und dem kleinen Besitz im Havelland entstand das Amt Lehnin. Andere Güter wurden verkauft oder „vereignet“. Aus dem Besitzkomplex des Klosters im Barnim wurde das landesherrliche Amt Mühlenbeck gebildet. Die Ämter Mühlenbeck und Mühlenhof kamen zunächst bis Mitte des 18. Jahrhunderts unter gemeinsame Verwaltung eines Amtshauptmanns. In der ersten Hälfte des 18. Jahrhunderts nahm die Amtshauptmannschaft zunehmend die Form einer Pfründe an. Ab der zweiten Hälfte des 18. Jahrhunderts sind eigene Amtsleute überliefert. 1769–1775 war das Amt Mühlenbeck ein Musteramt, in dem Landwirtschaft nach englischer Art praktiziert wurde. Es war in dieser Zeit an den englischen Farmer Christopher Brown verpachtet. Das Amt Mühlenbeck wurde 1829 aufgelöst und die amtsangehörigen Orte und Vorwerke auf die benachbarten Ämter Oranienburg, Liebenwalde und Spandau verteilt.
- Basdorf (Dorf) (seit 2003 ein Ortsteil der Gemeinde Wandlitz).
Das Kloster hatte hier das Gericht und andere Hebungen seit mindestens dem Jahr 1302. Allerdings standen Bede und Wagendienste bis 1476 der Burg Biesenthal zu. Erst 1476 konnte das Kloster Lehnin auch diese Rechte erwerben. Bei der Säkularisation des Klosters Lehnin 1542 wurde Basdorf dem Amt Mühlenbeck zugeteilt und kam 1829 bei der Auflösung dieses Amtes an das Amt Oranienburg.
- Bogen, Teerofen (vor 1829 eingegangen und wohl abgebrochen, lag etwas südlich des heutigen Wohnplatzes Bogensee, Gemeinde Wandlitz).
Das Areal ging wohl mit Klosterfelde an das Amt Liebenwalde.
- Buchholz (Französisch-) (Dorf) (seit dem Ende des 20. Jahrhunderts ein Ortsteil im Berliner Verwaltungsbezirk Pankow).
Im Jahr 1541 kaufte Kurfürst Joachim II., „Hector“ Anteile am Dorf von der Adelsfamilie von Thümen, dem später weitere Teile folgten. Er legte diese Anteile zum Amt Mühlenbeck, das 1591 bereits im Besitz von zwei Dritteln des Dorfes war. Das restliche Drittel des Gerichts kam 1687 an das Amt, und ein letzter Anteil, Hebungen von einem Fünfhüfner und einem Kossäten kam 1710 vom Amt Niederschönhausen an das Amt Mühlenbeck. Bei der Auflösung des Amtes wurde das Dorf an das Amt Mühlenhof überwiesen.
- Buchhorst (Kolonie).
1778 wurden drei Doppelfamilienhäuser im Weinberg-Felde des Amtes Mühlenbeck erbaut und bezogen. Im Jahr 1840 gab es in der Kolonie bereits 15 Wohnhäuser. Buchhorst kam 1829 an das Amt Oranienburg.
- Damms-Mühle (Wassermühle) (seit dem Beginn des 21. Jahrhunderts Wohnplatz Dammsmühle im Ortsteil Schönwalde, Gemeinde Wandlitz).
1747 wurde hier am Tegeler Fließ zwischen Mühlenteich und Mühlenbecker See vom Mönchmüller A. Grüwel (am Standort einer älteren Mühle?) eine neue Wassermühle errichtet. 1755 erweiterte der neue Besitzer, der Lederfabrikant Peter Friedrich Damm, die Mahlmühle durch eine Walkmühle. Er ließ bis 1759 eine Orangerie und ein Gärtnerhaus hinzufügen. 1768 folgte ein zweigeschossiges Palais-ähnliches Gebäude nur wenig südlich der Mühle, das von einem späteren Besitzer zum Schloss ausgebaut wurde. Der Ort kam 1829 an das Amt Oranienburg.
- Heiligensee (Dorf) (seit dem 20. Jahrhundert ein Ortsteil im Berliner Bezirk Reinickendorf).
1544 wurde der Großteil des Dorfes Heiligensee von Bertram von Pfuel erworben. Ein kleinerer Teil gehörte (vorher) dem Kaland in Spandau bzw. später dem Heilig-Geist-Hospital in Spandau. Mit der Säkularisation dieser beiden Institutionen kam der Besitztitel an das Amt Spandau. Bei der Auflösung des Amtes Mühlenbeck kam Heiligensee ganz an das Amt Spandau.
- Klosterfelde (Dorf) (seit 2003 ein Ortsteil der Gemeinde Wandlitz).
Das markgräfliche Dorf kam 1242 fast ganz an das Kloster Lehnin, ausgenommen davon war die Bede, die sich die Markgrafen vorbehalten hatten. Das Recht, die Bede einzunehmen, wurde zunächst an die Besitzer von Arnim verpfändet und kam vor 1480 an das Amt Liebenwalde. Durch die Säkularisation des Klosters Lehnin gelangte der größte Teil der Rechte im Dorf an das Amt Mühlenbeck. 1829 bei der Auflösung des Amtes Mühlenbeck wurden dessen Rechte an das Amt Liebenwalde übertragen.
- Mönchmühle (Mönche-Mühle, Wasser- und Windmühle) (seit dem 21. Jahrhundert ein Wohnplatz in der Gemeinde Mühlenbecker Land).
1242 erwarb das Kloster Lehnin neben zahlreichen anderen Dörfern auf dem Barnim auch die Hennikes Molne. Die Identität mit der 1455 genannten Mönchmühle ist aber nicht gesichert. Die Mühle hatte zwei Räder. Mönchmühle kam 1542 an das Amt Mühlenbeck und bei dessen Auflösung 1829 an das Amt Oranienburg.

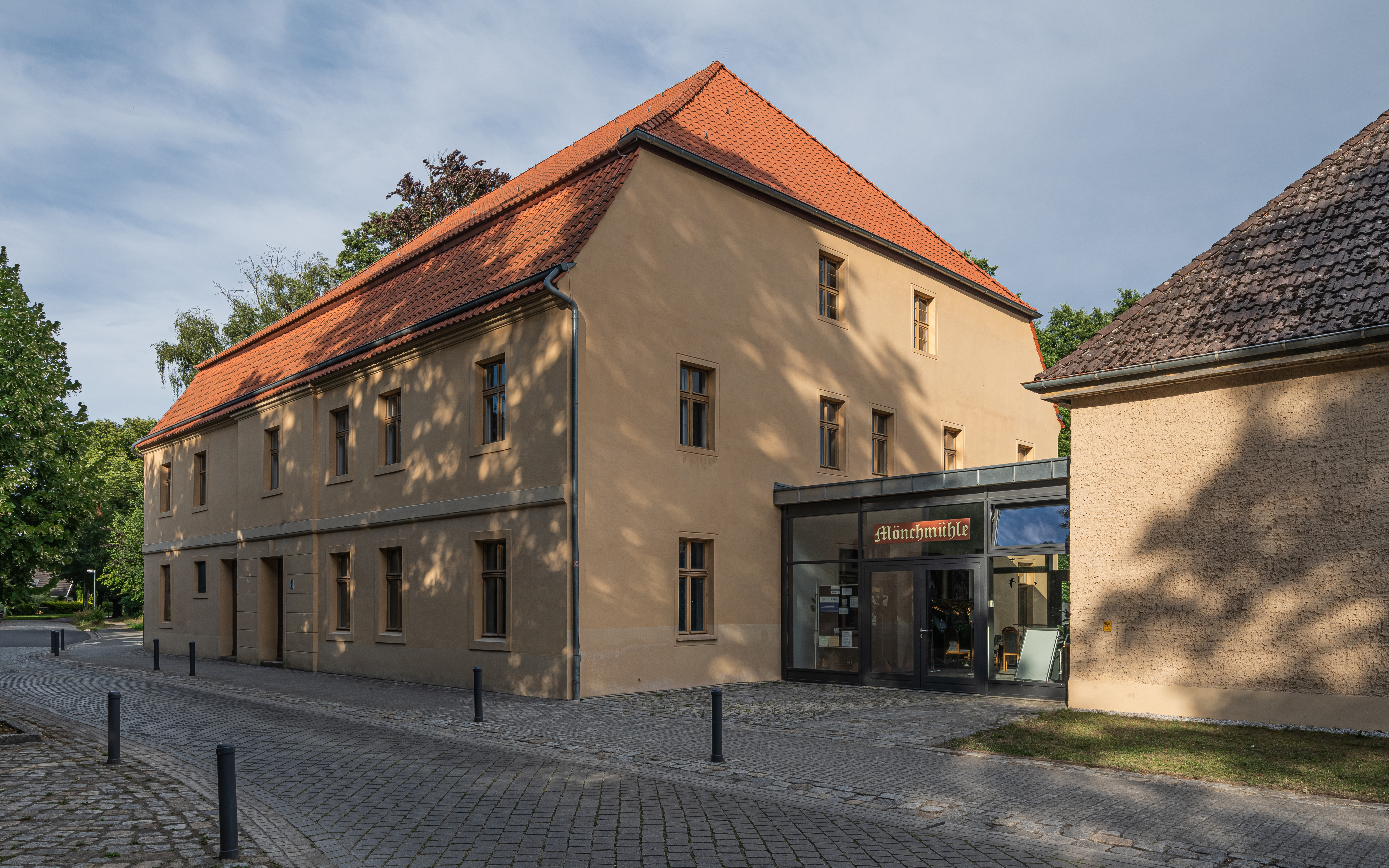
Mönchmühle

- Mühlenbeck (Dorf und Amt) (im 21. Jahrhundert Ortsteil der Gemeinde Mühlenbecker Land).
Der Ort kam 1415 in den Besitz des Klosters Lehnin. Im Jahr 1542 wurde in Mühlenbeck das neue Amt Mühlenbeck angesiedelt. Der Amtssitz lag in dem Dreieck, das von der heutigen Bahnhofstraße, Woltersdorfer Straße und der Bahnlinie gebildet wird. Bei der Auflösung des Amtes wurde Mühlenbeck dem Amt Oranienburg zugeteilt.
- Schildow (seit dem 21. Jahrhundert ein Ortsteil der Gemeinde Mühlenbecker Land).
Das Kloster Lehnin erwarb das Dorf im Jahr 1476 von dem Berliner Bürger Brackow (oder Markow). Es kam 1542 an das Amt Mühlenbeck, nach rund 300 Jahren (1745) wurde es zum Amt Niederschönhausen gelegt. Das Amt Niederschönhausen wurde 1811 aufgelöst und die zugehörigen Dörfer dem Amt Mühlenhof zugeteilt.
- Schönerlinde (seit 2003 ein Ortsteil der Gemeinde Wandlitz).
Das Kloster Lehnin erwarb im Jahr 1242 größtenteils die Rechte am ursprünglich markgräflichen Dorf, ausgenommen waren die Bede und die Wagendienste. Das Recht auf Einnahme der Bede gelangte nach späterer Verpfändung um 1427 in Teilen wieder an das Kloster. Die verbliebenen Teile des Kurfürsten kamen 1458 an das Kloster. Ab 1542 wurde der Ort vom Amt Mühlenbeck verwaltet, 1652 wurde das Dorf zum Amt Oranienburg gelegt.
- Schönwalde (Kolonistendorf).
Im Jahr 1752 fasste das Amt den Plan, auf seinem Gebiet 100 Spinnerfamilien in 50 Doppelhäusern anzusiedeln. Die dazu errichteten Wohnhäuser konnten ab 1756 bezogen werden. Schönerlinde wurde 1829 dem Amt Oranienburg überwiesen.
- Schulzendorf (Kolonie und Erbzinsvorwerk) (seit dem 20. Jahrhundert Ortslage im Berliner Ortsteil Berlin-Heiligensee).
Der ursprüngliche Ort lag im Bereich der Ruppiner Chaussee 137–145. Die Kolonie kam mit dem Dorf Heiligensee an das Amt. Die Amtsverwaltung siedelte hier sechs auswärtige Familien an. Im Jahr 1829 ging Schulzendorf an das Amt Spandau über.
- Stolzenhagen (Dorf) (seit 2003 Ortsteil der Gemeinde Wandlitz).
Vom ursprünglich markgräflichen Dorf kam zunächst eine Hälfte, später auch (ab 1375 dokumentiert) auch die andere Hälfte in den Besitz des Klosters Lehnin. Ausgenommen davon waren die Bede und die Wagendienste, die schon 1505 dokumentiert zum Amt Liebenwalde zu entrichten bzw. zu leisten waren. 1542 kamen die Rechte des Klosters Lehnin an das Amt Mühlenbeck, 1829 gingen diese an das Amt Liebenwalde.
- Summt (Vorwerk und Kolonie) (Seit dem 21. Jahrhundert Wohnplatz der Gemeinde Mühlenbecker Land).
Summt gehörte um 1415 zur Hälfte dem Kloster Lehnin, die andere Hälfte war in adligem Besitz. 1475 verkaufte das Kloster seine Hälfte an die Familie von Fahrenholz. Der Zins und das Fischereigeld waren jedoch weiterhin an das Kloster zu entrichten. Das Amt Niederschönhausen kaufte im Jahr 1691 Summt. Etwa um 1745 ging es an das Amt Mühlenbeck, 1829 an das Amt Oranienburg.
- Woltersdorf (Waltersdorf, Kolonie) (seit dem 21. Jahrhundert ein Wohnplatz in der Gemeinde Mühlenbecker Land).
Das mittelalterliche, ursprünglich markgräfliche Dorf wurde 1242 an das Kloster Lehnin verkauft. Es fiel in den folgenden Jahrhunderten wüst. Bis 1591 waren hier wieder einige Häuser entstanden, in denen ein Heidereiter (Oberförster), ein Fischer, ein Weinmeister, ein Teichwärter und ein Kuhhirt wohnten. Im Jahr 1793 gehörten zu den Bewohnern der Kolonie sechs Büdner. 1829 kam Woltersdorf an das Amt Oranienburg.
- Wandlitz (Wandelitz, Dorf) (seit 2003 Ortsteil der gleichnamigen Gemeinde).
Im Jahr 1242 verkauften die brandenburgischen Markgrafen Johann I. und Otto III. Wandlitz an das Kloster Lehnin, behielten sich aber Bede und Dienste vor; diese kamen zur Burg Biesenthal. Bede und Dienste gelangten bis 1476 ebenfalls in den Besitz des Klosters. Im Jahr 1542 wurde Wandlitz dem Amt Mühlenbeck zugewiesen, 1829 dem Amt Liebenwalde.

- Nackel (Ortsteil der Gemeinde Wusterhausen/Dosse) und Vichel (im 21. Jahrhundert Ortsteile der Gemeinde Temnitztal) sollen als Lehniner Klosterbesitz 1542 zunächst an das Amt Mühlenbeck gegangen, aber bereits 1544 im Tausch gegen Heiligensee an die Familie von Pfuhl gekommen sein.[3] Das Kloster Lehnin hatte aber nach anderer Quelle in beiden Dörfern keinerlei Besitz.[4] Sehr wahrscheinlich irrten sich hier die Autoren. In Nackel und Vichel hatten die Grafen von Lindow Hausbesitz, der nach dem Heimfall der Herrschaft Ruppin an den brandenburgischen Kurfürsten Joachim I. fiel, der daraus das Amt Alt Ruppin bildete. Bereits 1551[5] (oder schon 1543: Belehnung des Bertram von Pfuhl mit dem Rittersitz in Vichel) tauschte das Amt den Besitz in Nackel und Vichel gegen das Dorf Heiligensee. Laut Adelslexicon der Preußischen Monarchie war Nackel von 1544 bis 1555 in dem Besitz derer von Pfuel.[6]

## Amtleute (Auswahl)
| - Caspar von Klitzing - Christoph von Thümen - 1571, 1574 Simon Gottstieg/Gottsteig - 1580–1594 Heinrich von Vorhauer - 1594–1598 Johann von Reinspergk - 1603 Balzer von Schlieben - 1612–1614 Antonius von Panwitz - 1616–1620 Christoph von Blumenthal - 1626–1632 Johann von Wilmersdorf - 1642–1681 Zacharias Friedrich von Goetze - 1682–1699 Friedrich Rudolph Ludwig von Canitz - 1699 Samuel von Chwalkowo-Chwalkowski | - 1715 Paul Anton von Kameke († 1717) - vor 1731 Wilhelm Ernst Fink von Finkenstein - 1731–1739 Friedrich Amadeus von Milagsheim - nach 1741 Adam Friedrich von Jeetze († 1762) - 1765 Bernhard Alexander von Düringshofen - 1769–1775 Christopher Brown - ab 1776 Friedrich Wilhelm von Rohdich († 1796) - 1798 Joachimi, Oberamtmann - 1804 Joachimi, Oberamtmann - 1818 Kosmack, Beamter - 1824 Hollefreund, Beamter |